# Vinko Štrucl
Vinko Štrucl, slovenski skladatelj, dirigent, aranžer, pozavnist in tekstopisec,* 1933, Pavlovski Vrh pri Ormožu, † 11. maj 2006, Ljubljana.
Njegova najbolj znana koračnica je Mimohod (Koračnica SPDU), ki jo je napisal za Svetovno prvenstvo v dviganju uteži leta 1982 v Ljubljani. Danes pa jo poznamo kot koračnico, ki jo izvajajo v okviru slovenskih protokolarnih prireditev, pri katerih sodeluje Orkester Slovenske policije, sicer tudi originalni izvajalec te skladbe.
Štrucl je bil vsestranski glasbeni ustvarjalec, znano je njegovo delo na področju narodnozabavne in skladanja za pihalne godbe ter vodenju Orkestra slovenske Policije. 
Je avtor več kot 80 izvirnih koračnic in 500 narodno-zabavnih viž. Glasbeno žilico je najverjetneje podedoval po očetu in vseh stricih, ki so bili prav tako glasbeniki. Leta 1948 je napisal svojo prvo skladbo, leta 1978 pa prevzel vodenje Policijskega orkestra, takrat še edinega profesionalnega pihalnega orkestra s simfonično zasedbo na Slovenskem. Štrucl je znan tudi po tem, da je za pihalni orkester priredil Zdravljico Franceta Prešerna, ki jo je sicer uglasbil Stanko Premrl. Napisal je tudi okrog 30 besedil, največ za Slovenske muzikante kjer mu je kot tekstopisec bil v navdih Fran Milčinski. Bil je tudi član Društva pesnikov slovenske glasbe in član Društva slovenskih skladateljev.
Nekaj njegovih najuspešnejših del: Moja dežela, Vabijo planine, Bohinjska koračnica, Napitnica...